# 山地歐克人
山地歐克人（Mountain Ok people），又稱敏人（Min peoples），是一支由多民族組成、享有共同宗教觀的文化群體，分布在巴布亞紐幾內亞的桑道恩省。
在這個類似種姓制度的信仰團體中，特里福人屬於最高等級，巴塔曼人（Baktaman）則是等級最低的。